# Ектор Мануель Еранандес Масіас
Ектор Мануель Еранандес Масіас (ісп. Héctor Manuel Hernández Macías; нар. 1954, Сан-Луїс-Потосі) — мексиканський ботанік, професор, старший науковий співробітник Інституту біології Національного автономного університету Мексики (UNAM).

## Життєпис
Здобув ступінь бакалавра біології на Науковому факультеті в Національному автономному університеті Мексики у 1979 році.
У 1987 році здобув докторський ступінь в Університеті Сент-Луїса (США).
Почав працювати в Інституті біології Національного автономного університету Мексики у лютому 1987 року, де зараз є старшим науковим співробітником. У цій установі він обіймав посади завідувача Національного гербарію (1987), завідувача відділу ботаніки (1994—1995) та директора Інституту (1995—2003). На початку своєї наукової кар'єри в інституті працював у галузі систематики бобових культур. Проте з 1990-х років він зосередив свою наукову роботу на проєктах з біогеографії та систематики кактусів Мексики.

## Наукова та громадська діяльність
Він опублікував понад сто наукових статей, розділів у книгах і популярних текстів, а також п'ять книг, у тому числі підручник «Сучасні підходи до вивчення біорізноманіття» (ісп. «Enfoques contemporáneos para el estudio de la biodiversidad») (2001), «Життя в мексиканських пустелях» (ісп. «La Vida en los Desiertos Mexicanos») (2006), «Картографування кактусів Мексики I і II» (ісп. «Mapping the cacti of Mexico I y II») та «Атлас деревних бобових рослин Мексики» (ісп. «Atlas de las leguminosas arbóreas de México»). Він член кількох наукових організацій і товариств, президент Міжнародної організації з вивчення сукулентних рослин (IOS). Член Національної системи дослідників з 1987 року. З 2017 року — генеральний співредактор видання «Mesoamerican Flora», спільного проєкту Інституту біології, Міссурійського ботанічного саду та Британського музею (Лондон). Президент Групи фахівців з кактусових і сукулентних рослин Комісії з виживання видів Міжнародного союзу охорони природи (МСОП).
Його інтереси полягають у систематиці, біогеографії та збереженні кактусових, особливо в пустелі Чіуауа, а також філогенія родів мексиканських кактусів. Він також цікавиться репродуктивною біологією покритонасінних рослин, зокрема бобових, і систематикою роду Zapoteca (Mimosaceae).

### Навчальні дисципліни
- Біогеографія
- Природоохоронна біогеографія
- Екологія
- Флористика
- Географічна інформація та дистанційне зондування
- Таксономія та філогенетична систематика